# JZD Slušovice
JZD Slušovice, později přejmenované na Družstevní agrokombinát Slušovice a Zemědělské obchodní družstvo FORUM bylo jednotné zemědělské družstvo v někdejší střediskové obci, dnešním městě Slušovice, které svou úspěšností proslulo jako „socialistický zázrak“. Po roce 1989 se majetek družstva přelil do více než 101 společností, z nichž však většina zkrachovala. Samotné družstvo skončilo v likvidaci a následně v konkursu s dluhy ve výši 5,768 mld. Kč.

## Dějiny
Vznik JZD Slušovice spadá do roku 1952. Již od roku 1963 stál v čele družstva František Čuba, který postupně družstvo dovedl k celonárodnímu věhlasu. Dle mnohých tehdejších i současných odborníků[kdo?] mělo zásadní vliv na úspěch podniku vedení Františka Čuby, který zavedl motivační faktory práce (např. existenční / strachu / seberealizace / radosti z práce). Čuba dle svých slov neměl od roku 1963 dovolenou a v tomtéž roce vyhlásil boj proti alkoholu mezi všemi družstevníky ve Slušovicích, který se ukázal jako funkční a účinný. Velmi dobře JZD AK Slušovice přestály i lokální ničivou bleskovou letní povodeň v červnu 1987, která velmi těžce zasáhla objekty AK Slušovice. Tržby družstva v roce 1989, kdy bylo na vrcholu, dosáhly 7 miliard korun, a bylo v zisku téměř 830 milionů.[zdroj?] Expandovalo do SSSR, Vietnamu či Egypta a spolupracovalo i s firmami v Itálii či Západním Německu.
Věhlasná byla slušovická zelenina pěstovaná na valašském podhůří ve sklenících a na hydroponii, ve velkém se pěstovala kukuřice a choval skot. Zaváděly se moderní zemědělské postupy a počítačové technologie. Družstvo mělo široký přidružený výrobní program od biochemie (přípravky pro boj proti hmyzu, které se vyvážely např. do Asie, a další), přes jogurty, pneumatiky a počítače až po kravíny. Družstvo také dováželo zahraniční zboží tuzexového typu, které prodávalo ve vlastních prodejnách Kvatro. V osmdesátých letech byly pod JZD AK Slušovice začleňovány sousední JZD a aplikovány stejné agrární technologie, zejména pak nové plodiny a chemie pro dosažení výnosů vysoce překračující tehdejší standardy. Samotná obec Slušovice se v daném období výrazně rozrostla a zbohatla. Pořádaly se zde celorepublikově oblíbené koňské dostihy a tamější fotbalové družstvo se z okresního přeboru probojovalo až do II. ligy.
V letech 1986–87 byl vybudován čtyřproudový silniční přípoj na silnici I/49, který v rámci Slušovic odklonil dopravu od staré zástavby a prostoru dostihové dráhy. JZD Slušovice postupně rozšiřovalo aktivity do mnoha oblastí, namátkou lze jmenovat vlastní leteckou společnost Air Moravia nebo vybudování testovacích tratí pro západoněmeckou automobilku Audi v Československu. Proslul taky efektivní systém péče nesoucí název Klub důchodců, který garantoval péči každému, kdo v podniku pracoval alespoň po dobu 10 let.

### Pád a sametová revoluce

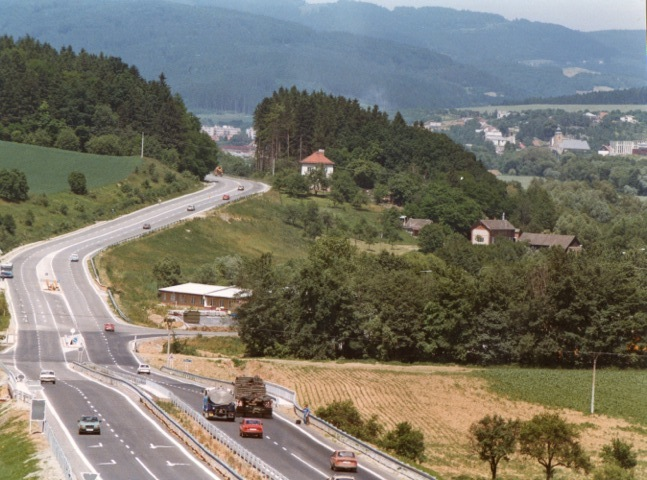
Tzv. dálnice do Slušovic

Období po roce 1990 popisuje Čuba jako údajnou záměrnou likvidaci Slušovic ze strany nové státní moci, kdy výsledkem byla nedůvěra zákazníků, neochota bank půjčit peníze apod. Toto období popsal také v rozhovoru pro slovenský časopis Farmář nebo v únoru 2010 pro časopis Ekonom.
Od počátku roku 1990 se Občanské fórum (OF) JZD DAK Slušovice zabývalo stížnostmi na údajnou trestnou činnost vedení družstva, která ovšem nebyla nikdy prokázána. Údajně se mělo jednat o možné machinace po 17. listopadu 1989 (tunelování prostřednictvím nově zakládaných akciových společností, maskování daňových i jiných podvodů atd.). František Čuba považoval tato tvrzení za nesmyslná a vzniklá mimo jiné z nepochopení vnitřního fungování družstva, stejně jako vysvětlil vznikání nových akciových společností jako legální na základě tehdejších předpisů o transformaci družstev. 18. února 1990 se zdejší OF obrátilo na předsedkyni Výboru lidové kontroly ČR (VLK). Údaje ze stížností nepostačovaly k zahájení trestního stíhání, ale správa vyšetřování VB navrhla provést revizní šetření z úrovně VLK a ministerstev zemědělství a financí. Následně koncem června 1990 mělo dojít, podle nepřímých důkazů, k likvidaci některých dokladů o hospodaření JZD a souběžně došlo k vyloupení trezoru akciové společnosti MORAGRO, odkud byly kromě peněz odcizeny doklady o založení a hospodaření této společnosti. Tato likvidace a krádež nebyly nikdy objasněny, při vyšetřování byli k pohovorům zváni pouze oznamovatelé, nikoliv podezřelí.
V období od podzimu 1989 do léta 1991 bylo založeno 101 akciových společností, do nichž přecházela majetková podstata bývalého družstva. Sám Čuba připouštěl vznik 42 firem. První a. s., Ekotrans Moravia, byla proti vůli[zdroj?] komunistického režimu založena na základě rakousko-uherského zákona o akciových společnostech[zdroj?] již 29. června 1989 (zapsána do podnikového rejstříku 2. srpna). Jejími akcionáři bylo kromě Slušovic dalších 64 státních podniků včetně třineckých a vítkovických železáren či obuvnického Svitu. Cílem společnosti měla být výstavba vodního koridoru Dunaj-Odra-Labe. Mezi největší a nejproblematičtější akciové společnosti patřila Moragro, založená 17. prosince 1989 (zapsaná 8. ledna 1990).
Družstvo bylo v roce 1990 přejmenováno na Družstevní agrokombinát Slušovice, v roce 1993 pak na Zemědělské obchodní družstvo FORUM. V roce 1997 družstvo vstoupilo do likvidace, v roce 1999 byl na majetek družstva prohlášen konkurs. Věřitelé přihlásili pohledávky ve výši 5,768 mld. Kč, když největším věřitelem byl finanční úřad Zlín s 5,6 mld. Kč. Konkurz byl zrušen v roce 2011 po splnění rozvrhového usnesení, když věřitelé dosáhli uspokojení ve výši 0,018 %.

## Výroba počítačů TNS
Počítače řady TNS (zkratka pro „Ten Náš Systém“) vyrábělo JZD Slušovice v letech 1982 až 1989. Počítače TNS měly svůj původ ve formě zlepšovacího návrhu mikropočítače ZVT SPU-800 vzniklého v Dopravních stavbách Olomouc, kterým byl původní procesor TP8 nahrazen procesorem Zilog Z80 kompatibilním. Periferní karty ZVT SPU-800 bylo možné po drobných úpravách použít i v 8bitových systémech TNS. Původně byl počítač TNS určen pro agrární obory, kde neexistovala žádná podobná československá alternativa. Později se plánovalo jeho použití pro výuku programování na školách, kde se měl používat počítač pro školy a domácnosti Ondra podniku Tesla. Počítači TNS bylo osazeno několik školních učeben programování, například na matematickém Gymnáziu Mikuláše Koperníka, k masivnějšímu nasazení již nedošlo. Počítač Ondra používalo několik Domů pionýrů a mládeže v rámci svých kroužků výpočetní techniky.

Vyráběly se počítačové modely dvou řad – 8bitové počítače řady TNS/Agrosystém a 16bitové počítače řady TNS HC-16/ XT/AT. Ty „pravé“ slušovické počítače jsou 8bitové (s procesorem U880D, klon Zilog Z80) a z 16bitových to byl pouze model HC-16.

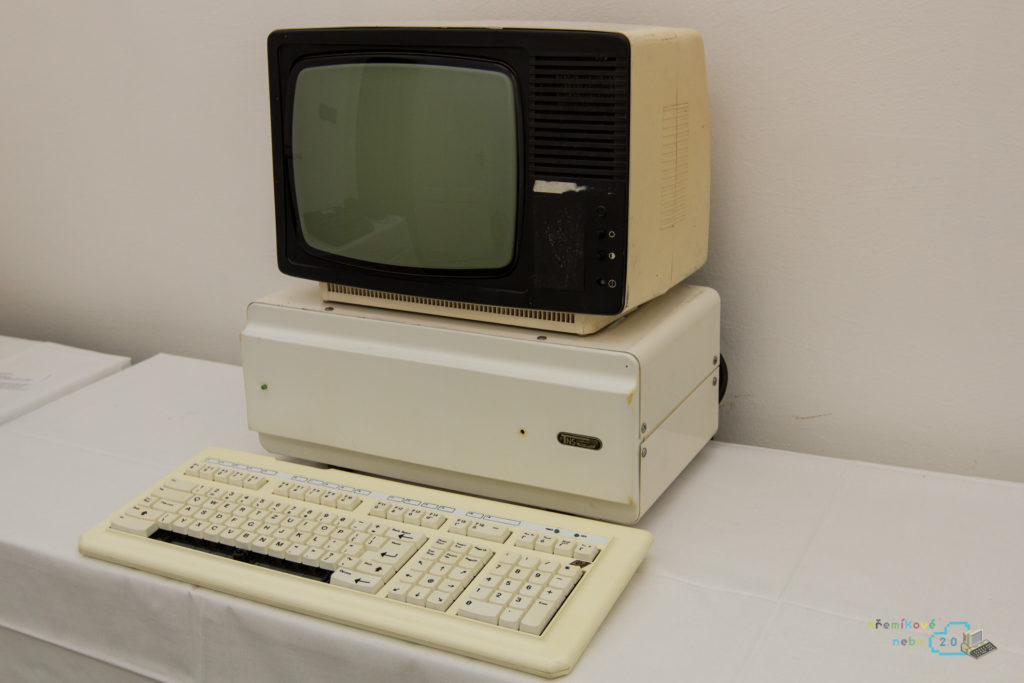
část počítače TNS GC

### Počítače řady TNS
TNS ST (asi 1982) – obsahoval dvě disketové mechaniky a klávesnici v širším černém pouzdře, zabudovanou ve stole ze Zbrojovky Brno (stoly pro Consul 2713). V něm byl alfanumerický terminál s mozaikovou tiskárnou. Model ST používal modul pro připojení 1 až 2 osmipalcových jednostranných mechanik s jednoduchou hustotou záznamu.
TNS SC (asi 1985) – první model, který byl umístěný v kazetě TNS SL-64. V ní byl integrovaný napájecí zdroj, rozšiřující sběrnice, do které se připojovaly funkční karty. Paměť tohoto počítače byla 64 KB RAM. Skládal se ze dvou velkých bílých kovových beden. Jedna z nich byla větší a obsahovala dvě 8″ disketové mechaniky, ve druhá užší bedně byly karty. Dále model zahrnoval monitor (upravený Tesla Merkur) a klávesnici.
TNS GC a TNS GC/W (1987) – jednalo se o vylepšený model verze SC, který se dával do kazety TNS SL-256. Oproti modelu SC umožňoval barevný výstup na monitor a měl větší paměť 256 KB RAM. Model GC/W navíc obsahoval v kazetě s pružným diskem také Winchester (HDD).

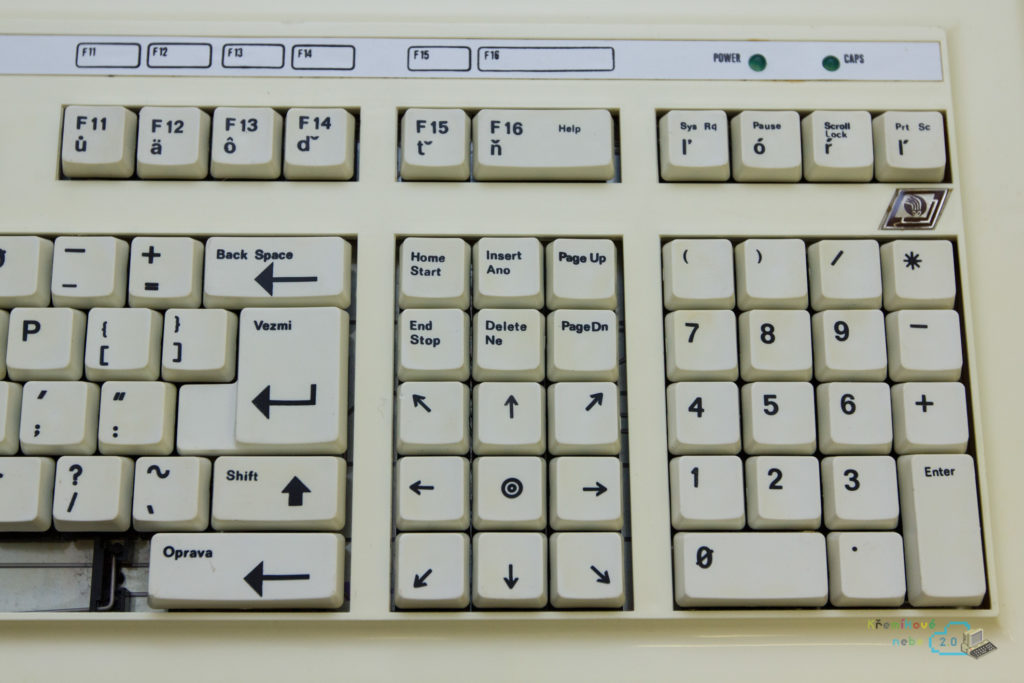
Klávesnice pro TNS HC s českou modifikací anglických kláves, např. ENTER - VEZMI...

TNS TC (cca 1988), též "Technology Computer". Sloužil jako řídící prvek v různých prostředích k řízení technologických postupů a procesů. Obsahoval 64 kB operační paměti RAM a naprogramovano pevnou paměť typu EPROM v rozsahu od 1 do 32 kB a integrovaným interpretrem BASIC. Vzhledem vychází z řady Agrosystém.
TNS MC a TNS MC/W (1989) – šlo o poslední typ 8bitového počítače řady TNS. Operační paměť RAM byla až 960 KB a řadič pevných SCSI disku, postavený na obvodech MH3212. Umožňoval připojit až 12 rozšiřujících modulů. V přídavné skříni byly integrovány dvě 5,25″ disketové mechaniky a Winchester s kapacitou 20 nebo 40 MB. Použitý zdroj byl polské výroby.

### Počítače řady HC

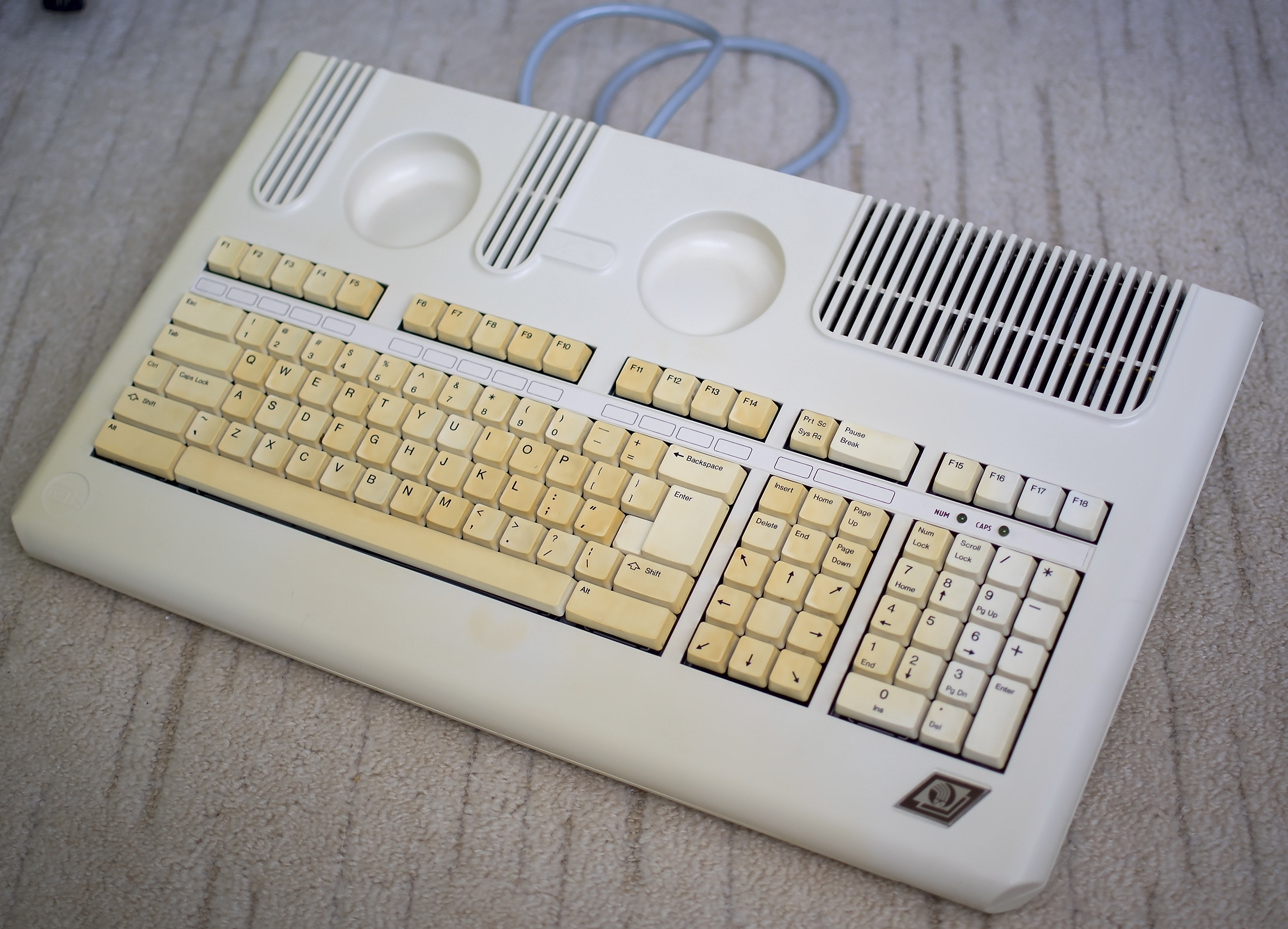
Počítač TNS HC-16 1M

TNS HC (1988) – počítače HC (Home Computer) se obecně řadily do kategorie pro profesionální použití a byly navrženy jako součást systému levných počítačů. Jednalo se o kompaktní počítač, který byl určený do škol. Součástí byla integrovaná kvalitní membránová klávesnice s počeštěnou klávesnici (příkaz „enter“ zněl „vezmi“). Řada HC byla jednodeskový mikropočítač na bázi procesoru Zilog Z80A, pracující na frekvenci 3 MHz s operační pamětí RAM 320 KB, z níž 32 KB zabíralo video RAM. Fungoval také jako terminál k počítačům SMEP či JSEP. Na počítači běžel operační systém TNS-DOS nebo CP/M. Jako napájení se využíval externí zdroj EA1605, který se k počítači připojoval vícežilovým stíněným kabelem, zakončeným devítikolíkovým konektorem CANON.

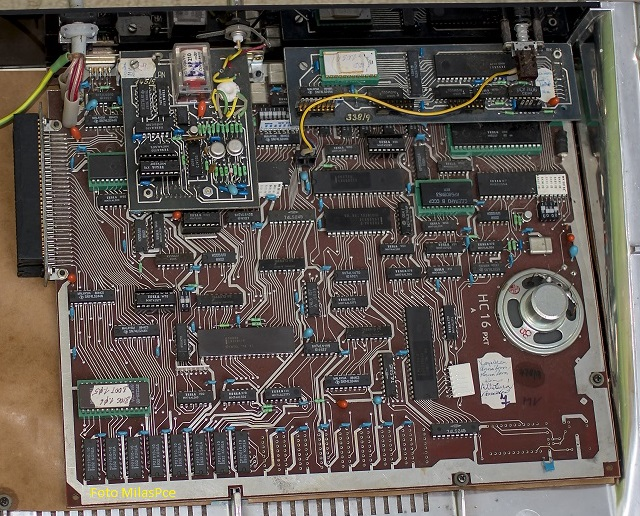
Základní deska TNS HC-16 1M

TNS HC-16 (1989) – byl navržen hlavně pro použití ve školním a firemním prostředí. Vycházel vzhledově z konceptu počítače TNS HC, ale jednalo o jednodeskovou variantu počítače kompatibilního s IBM-PC XT. Hlavní rozdíl byl v použitém procesoru. Místo 8bitového Z80 zde byl použit 16bitový procesor Intel 8088. Počítač byl dále osazen operační pamětí 1 MB RAM a byl dodáván s grafickou kartou CGA (16 barev) umístěnou v jednom ze dvou slotů sběrnice ISA, tyto sloty ISA však neměly standardní zadní plech (bracket). Klávesnice byla stejná jako u předchozího modelu, ale nebyla již počeštěná. V zadní části byl vyveden paralelní port, sériový port, konektor LAN, paralel mouse (TESLA 3WN 166 07) a 34pin FDD. Jako napájení se využíval externí zdroj EA1605 HC, který vycházel z původního zdroje EA1605, ale byl umístěný v jiné skříni a měl jiný výstupní konektor. Deska počítače HC-16 byla navržena tak, aby šla RAM rozšířit o dalších 256 KB (z obvodů Intel P21256), které šly využít pouze se zvláštním ovladačem. Na desce se také neosazoval obvod reálného času (RTC) MM58167 i když dekodéry I/O adres pro tento obvod byly osazeny. Není však známo, zda RTC podporoval instalovaný BIOS.

### Počítače kompatibilní s IBM-PC

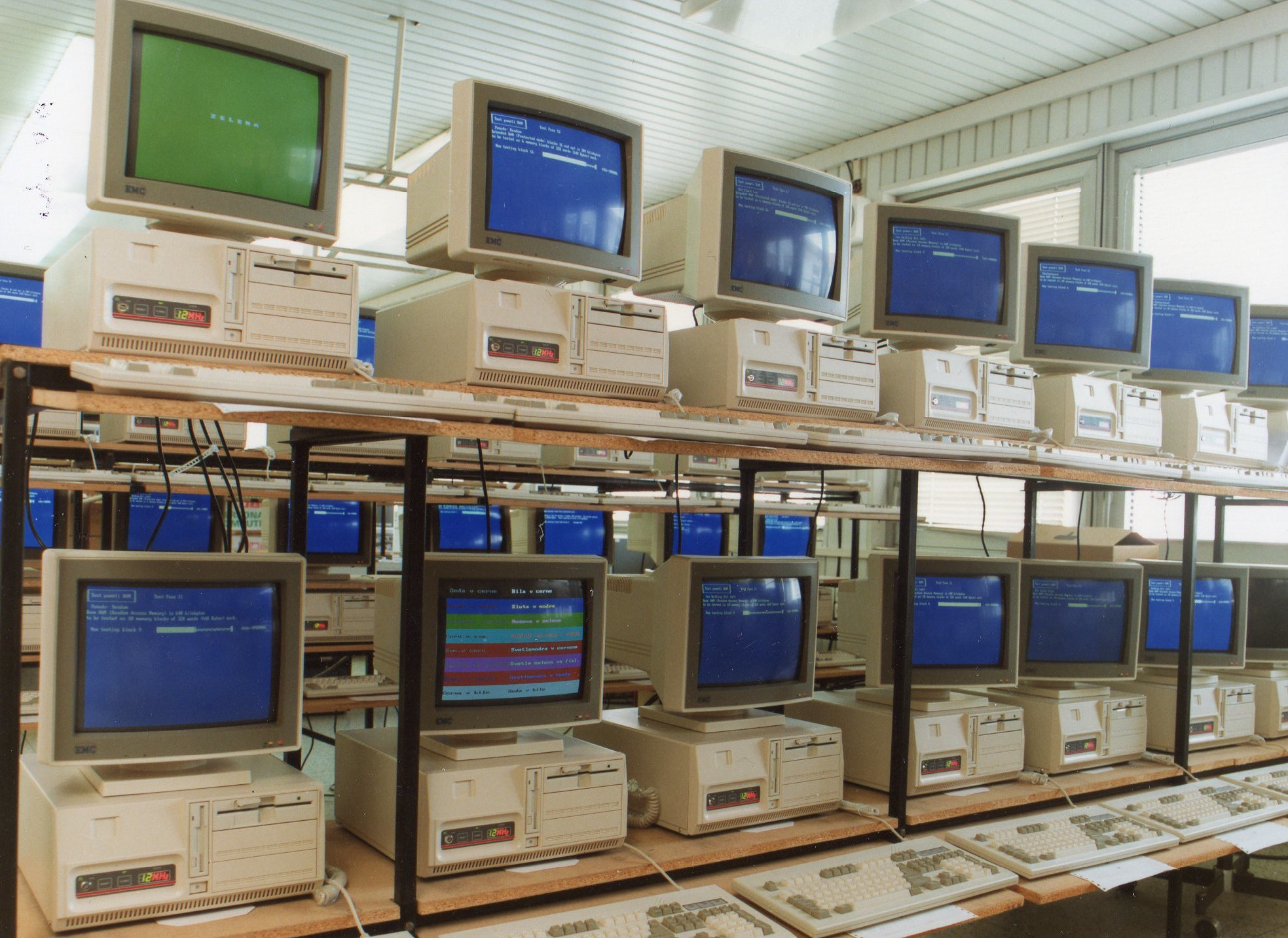
Slušovické počítače řady TNS AT

Počítače, jež stály na základu typu IBM-PC již vybočovaly od těch, které se ve Slušovicích vyráběly do té doby. Družstvo dováželo ze zahraniční embargované součástky pro šestnáctibitové počítače, které zde smontovalo, nalepilo na bednu značku TNS a následně draze prodávalo v tuzemsku. Pro počítače IBM XT/AT vyrábělo družstvo své karty, např. rozšiřující kartu pro připojení tiskárny přes paralelní port.
TNS XT (asi 1988) – srdcem byl procesor Intel 8088 s 540 KB operační paměti RAM. Grafická karta byla CGA. V počítačové skříni byl zdroj, pevný disk ve velikosti 20 MB, a 5¼“ disketovou mechanikou pro 360 KB diskety. Na počítači běžel MS-DOS 3.0. V roce 1990 se počítač prodával za 98 000 Kčs. Podstatnou část ceny tvořil dodávaný software.
TNS-PC AT 286-12MHz (asi 1988) – jednalo se o počítač, jehož srdcem byl procesor Intel 80286 s frekvencí 12 MHz. Počítač byl vybavený 4× 256 KB moduly operační paměti RAM a grafickou kartou EGA. Pevný disk byl ve velikosti 40 MB. Disketová mechanika byla stále 5¼“ a uměla číst 360 KB diskety. Dodával se se 14″ monitorem a s operačním systémem MS-DOS 3.0. Cena tohoto počítače se pohybovala mezi 200 000 až 300 000 Kčs.
TNS-PC AT 386-16MHz (asi konec roku 1989) – jednalo o počítač s procesorem Intel 80386 s frekvencí 16 MHz s 4× 1 MB moduly operační paměti RAM. Dodával se s 14″ monitorem EGA/VGA a s operačním systémem MS-DOS 4.1, diskovým správcem Norton Commander 4.0 a textovým editorem T602. Cena tohoto počítače se pohybovala okolo 60 000 Kčs v roce 1989 a v roce 1992 se už údajně prodával za 35 000 Kčs.

## V kultuře
Slušovicemi byl inspirován film Hauři uvedený do kin v roce 1987 (režisér Július Matula, literární předloha od Stanislava Váchy, později publikovaná jako román Hauři). Podobně jako tehdejší politická scéna byl film nejednoznačný, nové metody fiktivního moderního družstva obdivoval, ale zároveň je kritizoval jako vzdání se tradic a odlidštěný technokratismus.
V roce 1988 novinář Stanislav Vácha vydal populárně naučnou publikaci Jak řídí Slušovice (168 stran). Autor na základě svých stáží v JZD Slušovice rozebírá organizaci a vnitřní strukturu tohoto podniku a mechanismus jeho činnosti.
V roce 1999 natočil režisér Robert Sedláček dokument František Čuba: Slušovický zázrak, který zpětně popisuje a vysvětluje hlavní faktory slušovického podniku i jeho porevoluční nucený rozpad.
Úspěch Slušovic se otiskl i do české populární kultury, písničkářská dvojice Miroslav Paleček a Michael Janík o Slušovicích složila písničku nazvanou Slušovice (vyšla na jejich CD Kukátko a něco navíc). Píseň zazněla i ve velkém revuálním pořadu Československé televize z roku 1988, který se jmenoval Jedeme dál ze Slušovic a natáčel se u slušovického Parkhotelu. O Slušovicích se rovněž hovoří ve filmu Zdeňka Trošky Slunce, seno a pár facek z roku 1989 a ve filmu "Velká filmová loupež" z roku 1986.
Od roku 1979 do roku 1990 vycházel časopis Naše cesta : zpravodaj JZD Slušovice.